# Veríssimo Martins Alves
Pour les articles homonymes, voir Veríssimo.
Veríssimo Martins Alves, plus communément appelé Veríssimo, est un footballeur portugais né le 1er mai 1920 à Lisbonne et mort le 15 octobre 1982. Il évoluait au poste de milieu.

## Biographie
Grand joueur du Sporting Portugal des années 1940, il joue dans l'équipe des « cinq violons ». Il y remporte 7 championnats et 3 coupes. Il est finaliste de la Coupe Latine en 1949.

## Carrière
- 1941-1953 :  Sporting Portugal
- 1953-1954 :  Lusitano Évora
- 1954-1956 :  Coruchense[1]

## Palmarès

### En club
Avec le Sporting Portugal :
- Champion du Portugal en 1944, 1947, 1948, 1949, 1951, 1952 et 1953
- Vainqueur de la Coupe du Portugal en 1945, 1946 et 1948
- Finaliste de la Coupe Latine en 1949